# Kemang Manis (Muara Papalik)
Kemang Manis is een bestuurslaag in het regentschap Tanjung Jabung Barat van de provincie Jambi, Indonesië. Kemang Manis telt 1459 inwoners (volkstelling 2010).